# Tityra
Tityra is een geslacht van zangvogels uit de familie Tityridae.

## Soorten
Het geslacht kent de volgende soorten:
- Tityra inquisitor – Zwartkruintityra
- Tityra cayana – Zwartstaarttityra
- Tityra semifasciata – Maskertityra
- Tityra leucura – Witstaarttityra